# 21817 Yingling
21817 Yingling è un asteroide della fascia principale. Scoperto nel 1999, presenta un'orbita caratterizzata da un semiasse maggiore pari a 2,6571857 UA e da un'eccentricità di 0,1783928, inclinata di 4,22189° rispetto all'eclittica.